# Verkiezingen voor het Europees Parlement 2019/Kandidatenlijst/Forum voor Democratie
De kandidatenlijst voor de Europese Parlementsverkiezingen 2019 van de lijst Forum voor Democratie (lijstnummer 14) is na controle door de Kiesraad als volgt vastgesteld:
1. Eppink D.J., New York City (US)
2. Roos R.B.S., Poortugaal
3. Rooken R.J., Muiderberg
4. Rookmaker D., Hattem
5. Hoogeveen M.P., Leiden
6. Jansen F.J.H., 's-Gravenhage
7. van Odijk S.E.P., Amsterdam
8. van Meijeren G.F.C., 's-Gravenhage
9. Beukering A.J.A., 's-Gravenhage
10. van Schijndel A.H.J.W., Amsterdam
11. Frentrop P.M.L., Bloemendaal
12. Baudet T.H.P., Amsterdam

Democraten 66 (D66) ·
CDA-Europese Volkspartij · 
PVV (Partij voor de Vrijheid) ·
VVD · 
SP (Socialistische Partij) ·
P.v.d.A./Europese Sociaaldemocraten ·
ChristenUnie-SGP ·
GROENLINKS ·
Partij voor de Dieren ·
50PLUS ·
JEZUS LEEFT ·
DENK ·
De Groenen ·
Forum voor Democratie ·
vandeRegio & Piratenpartij ·
Volt Nederland